# エディ・ジョーダン
エドムンド・パトリック・''エディ''・ジョーダン（Edmund Patrick "Eddie" Jordan OBE、1948年3月30日 - 2025年3月20日）は、アイルランド出身の元レーシングドライバーで、F1コンストラクター「ジョーダン・グランプリ」の創設者。
F1では新興の同チームを指揮しグランプリ通算4勝の実績を残した。2005年にF1を勇退し、その後はマスメディア業界に転身していた。愛称は「EJ」。2012年3月、 大英帝国勲章を叙勲。

## 経歴

### レーシングドライバー
1948年にアイルランド・ダブリンで生まれる。彼は歯科医になるつもりで学んだが、学校を卒業した後アイルランド銀行に就職した。ダブリンでストライキが行われている時にジャージー島を訪れ、そこで初めてカートレースを目撃しその虜となる。ダブリンへ戻るとレーシングカートを購入し、レースに参加し始める。最初のレースはジャージー島のボーレイ湾で1970年に行われたものであった。1971年のアイルランド・カート選手権に参加し優勝した。
1974年にはフォーミュラ・フォードにステップアップ。同クラスに2年間参加したが、事故で両脚を骨折し、1976年シーズンへの参加を断念する。傷が癒えるとフォーミュラ・アトランティックに参戦、1977年に3勝し、1978年にはアイルランド選手権を制する。ステファン・ヨハンソンをチームメイトに1979年のイギリスF3で戦い、彼らは自身を「チーム・アイルランド」と呼んだ。同年にはF2の1戦にスポット参加し、マクラーレンのテストドライブも行った。

### チームオーナー
1979年の終わりに最初のプライベートチーム「エディ・ジョーダン・レーシング」（EJR）を設立。ドライバーはデヴィッド・レズリーとデヴィッド・シアーズで、1981年にイギリス近辺の複数のレースに参加した。1982年にはジェームス・ウィーバーをエースドライバーとしたが、1983年にウィーバーがヨーロッパF3に参加したため、前年ランキング4位のマーティン・ブランドルを新たに起用。ブランドルはイギリスF3でアイルトン・セナと選手権を争い、シリーズ2位を獲得するとF1に昇格した。チームは1987年にジョニー・ハーバートを採用し、イギリスF3を制覇した。
EJRはハーバート、マーティン・ドネリー、そしてシャーシーメーカーのレイナードとともに国際F3000へステップアップして参戦開始。その緒戦となる1988年開幕戦でハーバートがチームのF3000初レース・初勝利を飾った。これはレイナードシャーシにとってもF3000初戦での勝利という快挙であった。この勝利を交渉に生かしたジョーダンはR.J.レイノルズとの契約を成立させ、たばこブランド「キャメル」をタイトルスポンサーとして獲得する手腕を見せた。1989年にはジャン・アレジを擁して国際F3000チャンピオンを獲得した。1990年になるとジョーダンはF1進出の準備に動きはじめ、ゲイリー・アンダーソンやイアン・フィリップスなど後の主要スタッフにF1参戦構想を打ち明け、搭載エンジン獲得交渉などを開始していた。
1991年に「ジョーダン・グランプリ」を設立してF1に参戦。交渉手腕を活かしてワークス（型落ち）のフォードHBエンジンを獲得し、初年度からコンストラクターズ5位を獲得した。その後ヤマハ、ハート、プジョー、無限ホンダとエンジンメーカーを乗り換えながらチーム力を拡充し、1998年にF1初優勝を達成した。1999年にはコンストラクターズ3位を獲得するが、これを頂点に成績は下降線を辿り、チーム組織も弱体化していった。この背景は2000年シーズン中のマイク・ガスコインの他チームへの移籍表明をきっかけにエンジニアが年々離脱していき、その穴埋めができず開発体制は弱体化。チーム規模を拡大してきたことによる相対的な資金不足にも見舞われた点が挙げられる
2004年末の資金難で翌年に、ロシア系カナダ人ビジネスマン、アレックス・シュナイダーにチームを売却。2006年からMF1レーシングと改名する。その後また人手に渡り、スパイカーF1→フォース・インディア→レーシング・ポイントと変遷を繰り返し、2022年現在はアストンマーティンF1となっている。

### 解説者

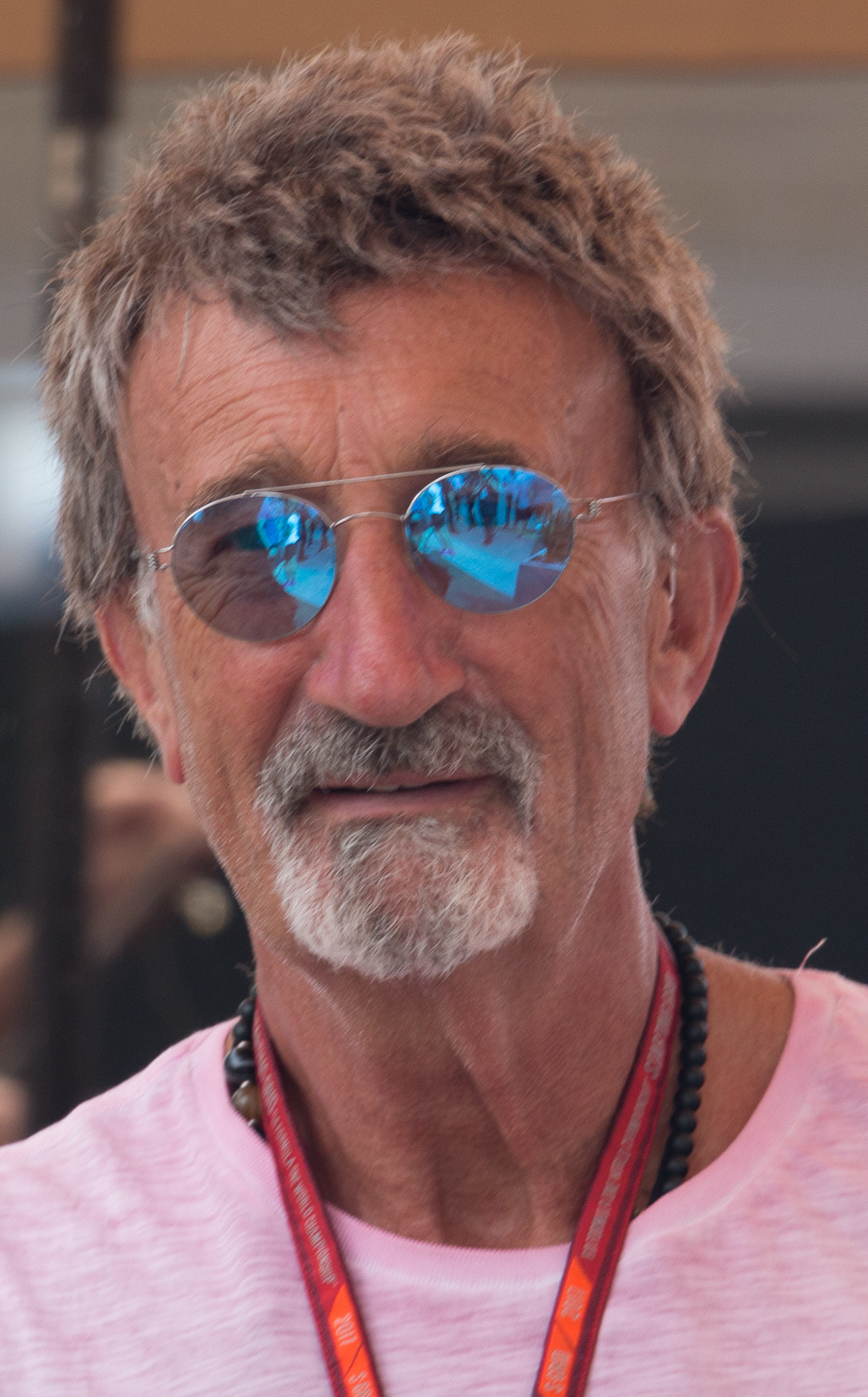
マスメディア時代のエディ（2017年）

オーナー業から退いた後は『F1 Racing』誌にコラムを寄稿するなど、マスメディア側に転身する。2009年よりイギリスBBCのF1中継番組のコメンテーター陣に加わり、マーティン・ブランドル、デビッド・クルサードらと共に軽妙な解説を行っている。
また、2024年までレッドブル・レーシングのテクニカルオフィサーを務めたエイドリアン・ニューウェイのマネージメントも担当している。
慈善活動とモータースポーツへの貢献を認められ、2012年に大英帝国勲章OBEの叙勲を受けた。2016年にはBBCの自動車番組『トップ・ギア』の司会者陣に加わったが、短期間で降板した。

### 死去
2024年12月、がんに侵され闘病中であることを明らかにした。本人によれば、同年3 - 4月にかけて「膀胱がんと前立腺がんが見つかり、その後、がんが脊椎と骨盤に転移した」という。翌2025年3月20日の早朝、ケープタウンで家族に見守られながら亡くなった。76歳没。

## レース戦績

### B.R.D.C. / British Racing Drivers Club フォーミュラ3選手権 (Vandervellシリーズ)
| 年     | チーム                 | シャシー        | エンジン     | 1   | 2   | 3   | 4   | 5   | 6   | 7       | 順位 | pt |
| ------ | ---------------------- | --------------- | ------------ | --- | --- | --- | --- | --- | --- | ------- | ---- | -- |
| 1977年 | ジョーダン・レーシング | シェブロン・B38 | トヨタ・2T-G | SIL | BRH | SIL | SIL | DON | SIL | SIL Ret | NC   | 0  |

### イギリス・フォーミュラ3選手権
| 年     | チーム                           | マシン                      | エンジン     | 1       | 2      | 3      | 4      | 5       | 6      | 7       | 8       | 9     | 10    | 11      | 12      | 13      | 14    | 15      | 16    | 17    | 18    | 19      | 20      | 順位 | ポイント |
| ------ | -------------------------------- | --------------------------- | ------------ | ------- | ------ | ------ | ------ | ------- | ------ | ------- | ------- | ----- | ----- | ------- | ------- | ------- | ----- | ------- | ----- | ----- | ----- | ------- | ------- | ---- | -------- |
| 1979年 | デレック・マクマホン・レーシング | シェブロン・B47 マーチ・793 | トヨタ・2T-G | SIL Ret | THR 10 | SIL 7  | SNE 10 | DON Ret | THR 14 | BRH Ret | DON DNQ | SIL 7 | BRH 7 | CAD Ret | SIL Ret | SIL Ret | SNE 8 | MAL Ret | SIL 5 | OUL 4 | THR 3 | SIL Ret | THR Ret | 11位 | 9        |
| 1980年 | チーム・アイルランド             | マーチ・803 ラルト・RT3     | トヨタ・2T-G | SIL 13  | THR 5  | BRH 10 | THR 8  | SIL Ret | THR 6  | SNE Ret | SIL 5   | CAD 6 | SIL 6 | BRH 9   | SIL 9   | BRH Ret | OUL 9 | SIL 4   | SIL   | MAL 8 | SIL 7 | OUL Ret | THR 4   | 9位  | 15       |

- 太字はポールポジション、斜字はファステストラップ。(key)

### ヨーロッパ・フォーミュラ3選手権
| 年     | チーム                                           | シャシー    | エンジン    | タイヤ | 1   | 2   | 3   | 4   | 5       | 6   | 7   | 8   | 9   | 10  | 11    | 12  | 13  | 14  | 順位 | ポイント |
| ------ | ------------------------------------------------ | ----------- | ----------- | ------ | --- | --- | --- | --- | ------- | --- | --- | --- | --- | --- | ----- | --- | --- | --- | ---- | -------- |
| 1979年 | マールボロ・レーシング with デレック・マクマホン | マーチ・793 | トヨタ・2TG | G      | VLL | ÖST | ZOL | MAG | DON DNQ | ZAN | PER | MNZ | KUN | KIN | JAR   | KAS |     |     | NC   | 0        |
| 1980年 | マールボロ・チームアイルランド                   | ラルト・RT3 | トヨタ・2TG | G      | NÜR | ÖST | ZOL | MAG | ZAN     | LAC | MUG | MNZ | MIS | KNU | SIL 5 | JAR | KAS | ZOL | 18位 | 2        |

### ヨーロッパ・フォーミュラ2選手権
| 年     | チーム                           | シャシー    | エンジン | タイヤ | No. | 1   | 2   | 3   | 4   | 5   | 6   | 7   | 8   | 9   | 10  | 11  | 12    | Pos. | Pts |
| ------ | -------------------------------- | ----------- | -------- | ------ | --- | --- | --- | --- | --- | --- | --- | --- | --- | --- | --- | --- | ----- | ---- | --- |
| 1979年 | デレック・マクマホン・レーシング | マーチ・792 | ハート   | G      | 55  | SIL | HOC | THR | NÜR | VLL | MUG | PAU | HOC | ZAN | PER | MIS | DON 9 | NC   | 0   |

### ル・マン24時間レース
| 年     | チーム                   | コ・ドライバー                          | 使用車両     | クラス | 周回 | 総合順位 | クラス順位 |
| ------ | ------------------------ | --------------------------------------- | ------------ | ------ | ---- | -------- | ---------- |
| 1981年 | EMKA プロダクション Ltd. | デヴィッド・ホブス スティーブ・オルーク | BMW・M1 Gr.5 | Gr.5   | 236  | DNF      | DNF        |

## エピソード
- チームのF3000参戦時までは所属する若いドライバーのマネージメントも行った。ジャン・アレジを起用した1989年のレース結果によってF1関係者からのアレジへの注目度が上昇し、ジョーダンはその窓口として交渉した。結果、1990年2月にまずはウィリアムズにアレジとの契約を売った。しかしその後9月にフェラーリがその契約をさらに高額で買い取ることになった為、エディ・ジョーダンの手元にもマネージメント料としてフェラーリから多額の移籍金が入った。これによって想定より大きな予算を確保出来たことがF1参戦の決意を決定的なものにさせたと自身で述べている[10]。F1参戦開始後はチーム業務に忙殺されて個人に目が行き届かないことを懸念しドライバーマネージメントからは手を引いた。
- F1参戦を決めた後、1990年8月にそれまでのF3000参戦チームの施設を売りに出した。F1参戦開始にあたり新ファクトリーへ移転を構想していたエディ・ジョーダンは、使用してきたF3000のファクトリー、レイナード89D、90Dとスペアパーツを含む装備一式、無限・MF308エンジンの年間リース契約などすべて込みで35万ポンド（当時レートで約9800万円）に価格を設定した[11]。
- F1参戦開始後も策士として逸話を持つ。代表例として、1991年にジョーダンで1戦しか在籍しなかったミハエル・シューマッハだが、契約書の文面には「1991年ベルギーGPに私を起用してもらえるのならば、エディが望んだ場合私は次戦イタリアGPを前に1993年（メルセデスの承認次第では1994年）までのドライバー契約にサインをする。」と記されており、1994年までのオプション契約で押さえていた。しかし、それをシューマッハのマネージメント担当ウィリー・ウェーバーが一行些細な書き換えで修正し、解釈の駆け引きを経てのベネトン移籍が決行された。この時ジョーダンは一銭も得られずシューマッハも失ったが、5年後シューマッハの弟・ラルフがジョーダンと契約し、その後ウィリアムズへの移籍を希望した際には兄であるミハエルがその高額に設定された移籍解除金をジョーダンに支払う巡り合わせになった[12]。
- 1995年10月には、エディ・アーバインとの翌年の契約延長をまとめた後にフェラーリからアーバインの獲得希望が届き、フェラーリがおよそ5億円の移籍金を提示したのを受けてあっさりと契約をリリースし大金を受け取った[13]。
- 新人ドライバーの発掘能力にも長けており、ミハエル・シューマッハ、ルーベンス・バリチェロ、エディ・アーバイン、ラルフ・シューマッハなど数々の逸材をF1に抜擢し後の活躍に繋がった(また、EJR時代も含めれば、F3の時期にアイルトン・セナ（テスト走行）やジョニー・ハーバート、国際F3000ではジャン・アレジを起用し、彼らのキャリアアップの一因となった）。
- ドライバー以外にも、エンジニアのジェームス・キーとサム・マイケルはキャリアの初期において在籍していたチームでもある。
- ジョーダンはチームの所有権を2004年まで保持していたが、幾度も噂された買収アプローチ（最も顕著な物はプジョーとホンダからによる物であった）を最後まで拒絶。彼の手を離れた2005年から直近の3年はチームの転売が繰り返されたものの、フォース・インディアとなってからはチーム基盤が安定したこともあり、年を追うにつれ、有力チームの1つと称されるまでに至った。スポンサーやエンジンを安定的に獲得した彼の巧みな手腕やドライバーに関する契約や移籍の交渉術がなければ、ジョーダン・グランプリはアロウズのような形での破たん、あるいはプロスト・グランプリと似た道筋をたどって消滅していた可能性がある。

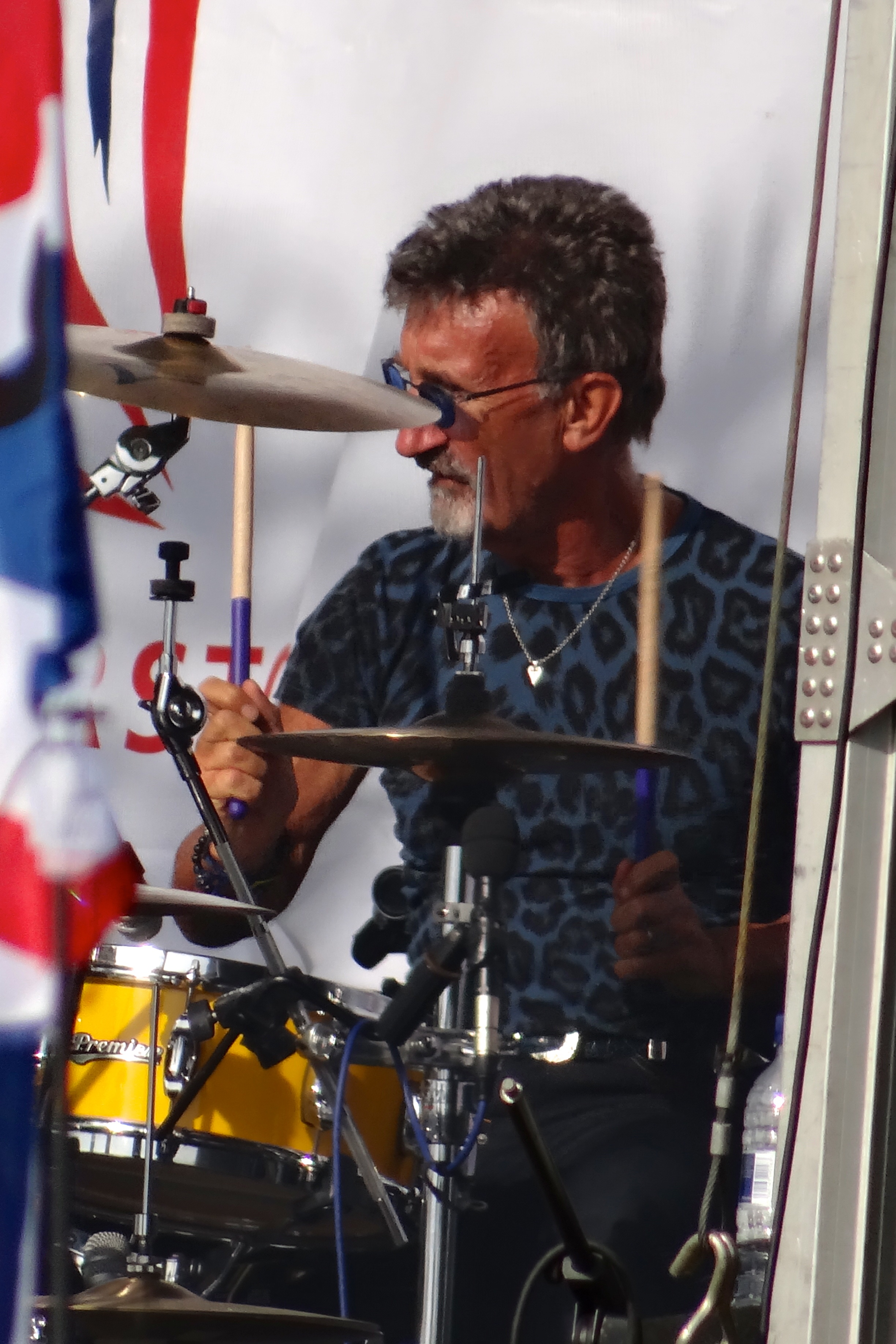
趣味のドラムをプレイするエディ（2013年）

- 趣味はロックンロールと競馬であり、しばしばドラムを演奏する。
- カツラを着用しているという話が枕言葉的に出るが、真相は定かではない。村山文夫原作の『グランプリ天国』ではカツラネタが非常に多かった。また、2013年に表彰台でのインタビューをした際、キミ・ライコネンがルイス・ハミルトンに向かってカツラを取るようにジェスチャーした幕もあった
- 1991年には鈴木亜久里とも交渉したが、亜久里サイドからは「お金の無いチームには行きたくない」と言う理由で断っていたものの、1994年ブラジルグランプリにおいてエディ・アーバインが多重クラッシュの原因を引き起こして3戦出場停止処分が下ったため、亜久里は1994年パシフィックグランプリでアーバインの代打としてスポット参戦している。
- トップギアマガジン内で現在の愛車はBMW・M2を所有していると発言している。
- マスメディアに対しては、「エディ・エディントン」という仮名で登場することがある。プロフィール紹介では「エディ・エディントン」は仮名であり、ジョーダンであるということは伏せられているが、「ドライバーからチームオーナーに転向」「ドライバーマネージメント業務（他チームに押し込んでライバルからも手数料を取ることもしばしばあり）」といった記述から、容易にジョーダンであると分かる記述になっている。
- 2021年からF1で導入されたスプリントレースについて一貫して否定的な発言をしている。2024年に「私は嫌いだから即刻廃止してもらいたいが、永続的にスプリントレースを継続するというのであれば、それはグランプリ経験が10戦未満の若いドライバーのためのレースに変更するべきだ。その時点でカート、F4、F2000などに出ている若いドライバーたちにF1を経験させる登竜門の舞台に変更して、ファンだけでなくF1チーム側も若い力を見定める良い機会になると思うんだ。F1レギュラーのドライバーがグランプリ本番の前にこんなスプリントをやっても意味がない。ひどい企画だと思っている。」と持論を述べた[14]。